# Lispocephala hirtifemur
Lispocephala hirtifemur är en tvåvingeart som beskrevs av Malloch 1928. Lispocephala hirtifemur ingår i släktet Lispocephala och familjen husflugor. Inga underarter finns listade i Catalogue of Life.